# Felix FC 128
Felix FC 128 face parte din  o     familie de calculatoare electronice  de facturat și contabilizat românești. Este realizat cu circuite integrate și are o arhitectură modulară.
În configurația acestui calculator intră pupitrul, mașina electrică de scris, tastatura operativă, panoul de comandă, procesorul electronic, cititorul și perforatorul de cartele perforate marginal (sau de benzi), precum și două unități de casete magnetice.
Procesorul electronic este amplasat în partea inferioară a cabinetului. Este format din blocul aritmetico-logic, blocul de memorie, blocul de comandă și blocul de comandă/control al perifericelor (două plăci logice). Memoria fixă este de 2 × 512 caractere a câte 4 biți, iar cea operativă este de 2048 caractere a câte patru biți.
Pe imaginea de prezentare sunt indicate:
1. Pupitrul
2. Mașina electrică de scris
3. Tastatura operativă
4. Perforatorul de bandă/cartele perforate marginal
5. Derulorul de bandă al perforatorului
6. Cabinetul
7. Unitățile de casetă magnetică
8. Cititorul de bandă/cartele perforate marginal
9. Derulorul de bandă al cititorului